# 見多気神社
見多気神社（みたけじんじゃ）は、富山県高岡市にある神社。

## 祭神
- 天照大御神
- 安閑天皇
- 少彦名命
- 建御名方命

## 歴史
明治以前は蔵王見多気権現と称し、明治維新の神仏分離令によって見多気神社と改称したとされる。
祭神の安閑天皇は神仏習合の教説では金峯山寺の本尊である蔵王権現と同一の神格とされ、金峯山（金の御岳＝かねのみたけ）が「見多気」という社名の由来と考えられている。

## 文化財
- 木造狛犬（富山県指定文化財） - 鎌倉時代末期か南北朝時代の作。ヒノキ造りで、胴体の後半部は別の木で彫って合わせている。彩色はすべてはげ落ち、木目が露わになっており、前後の足先も腐っている[2]。